# Prevec
Prevec je priimek več znanih Slovencev:
- Tine S. Prevec (1937—2021), zdravnik nevrolog, prof. MF
- Nevina Prevec (r. Rebek) (1905—2001), farmacevtka in alpinistka
- Peter Prevec, filmski montažer
- Slavko Prevec (1906—1944/52?), zdravnik okulist in urednik Zdravstvenega vestnika
- Valentin Prevec, pravnik in politik (župan Kamnika, 2. pol.19.stol.)
- Metka Vrhunc (r. Prevec) (*1939), oblikovalka oblačil, univ. profesorica tekstilstva